# Луцій Флавій Фімбрія
Луцій Флавій Фімбрія (*Lucius Flavius Fimbria, д/н — після 71) — державний діяч часів ранньої Римської імперії.

## Життєпис
Походив з роду нобілів Флавіїв Фімбріїв. Нащадок маріанців Гая Флавія Фімбрії, консула 102 року до н. е. та Гая Флавія Фімбрії, легата під час війни у Першій Мітридатовій війні.
Про початок його кар'єри нічого невідомо. Став прихильником Веспасіана під час боротьби за імператорську владу у 69 році. Цьому завдячує стрімкій кар'єрі. У липні 71 року стає консулом-суфектом (разом з Гаєм Атілієм Барбаром). Подальша доля невідома.